# فاتلند (آیدوبون، پنسیلوانیا)
فاتلند (به انگلیسی: Fatland) یک منطقهٔ مسکونی در ایالات متحده آمریکا است که در اودوبون، پنسیلوانیا قرار دارد.